# Li Wenwen
Dans ce nom chinois, le nom de famille, Li, précède le nom personnel.
Pour les articles homonymes, voir Li.
Li Wenwen (en chinois : 周倩), née le 5 mars 2000 à Anshan, est une haltérophile chinoise, championne olympique en plus de 87 kg en 2020 à Tokyo.

## Carrière
Aux Jeux olympiques d'été de 2020, elle remporte la médaille d'or en plus de 87 kg avec 320 kg. Elle s’empare même de 3 records olympiques.

## Palmarès

### Jeux olympiques
- médaille d'or en plus de 87 kg aux Jeux olympiques d'été de 2020 à Tokyo

### Championnats du monde
- médaille d'or à l'arraché, à l'épaulé-jeté et au total en plus de 87 kg aux Championnats du monde 2022 à Bogota
- médaille d'or à l'arraché, à l'épaulé-jeté et au total en plus de 87 kg aux Championnats du monde 2019 à Pattaya

### Championnats d'Asie
- médaille d'or à l'arraché, à l'épaulé-jeté et au total en plus de 87 kg aux Championnats d'Asie 2020 à Tachkent

- médaille d'or à l'arraché, à l'épaulé-jeté et au total en plus de 87 kg aux Championnats d'Asie 2019 à Ningbo